# Nigidius himalayae
Nigidius himalayae là một loài bọ cánh cứng trong họ Lucanidae. Loài này được Gravely mô tả khoa học năm 1915.